# Pteropus nitendiensis
Pteropus nitendiensis is een vleermuis uit het geslacht Pteropus die voorkomt op de eilanden Nendö en Tömotu Neo in de Santa Cruz-eilanden, het oostelijke deel van de Salomonseilanden. De soort Pteropus sanctacrucis Troughton, 1930 wordt soms als een aparte soort naast P. nitendiensis gezien. Van deze soort zijn zeven exemplaren bekend die in augustus 1926 op Nendö zijn gevangen, en nog eens twee die in de jaren 90 op Tömotu Neo zijn gevonden.
P. nitendiensis is een middelgrote vleerhond met goudbruine vacht. De bovenrug is roestbruin. De kop-romplengte bedraagt 171 tot 175 mm, de voorarmlengte 117,3 tot 119,9 mm, de tibialengte 49,3 tot 54,3 mm, de oorlengte 18,1 tot 20,5 mm en het gewicht 210 tot 320 g.